# Macrotritopus defilippi
Macrotritopus defilippi is een inktvissensoort uit de familie van de Octopodidae. De wetenschappelijke naam van de soort werd voor het eerst geldig gepubliceerd in 1851 door Vérany.